# Serra de Todo o Mundo
A Serra de Todo-o-Mundo, em Portugal, situa-se na confluência das localidade de Casais da Serra (freguesia do Landal), concelho das Caldas da Rainha, e das freguesias de Alguber, Figueiros e Painho, concelho do Cadaval. Esta serra, situada a 250 metros de altura sob o nível do mar, contêm um parque eólico de 10 moinhos.